# Valstrona

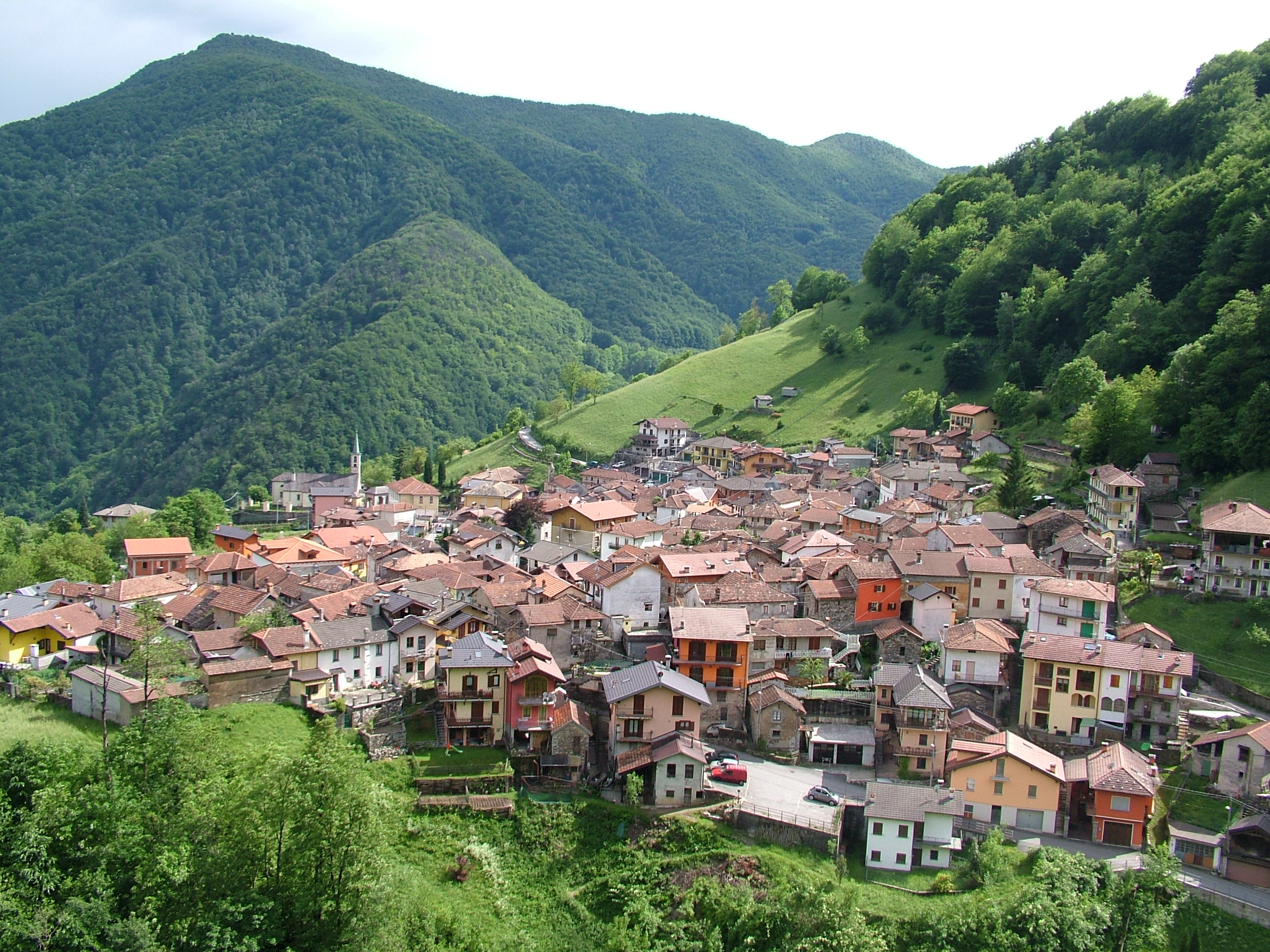
Blick auf die Fraktion Luzzogno

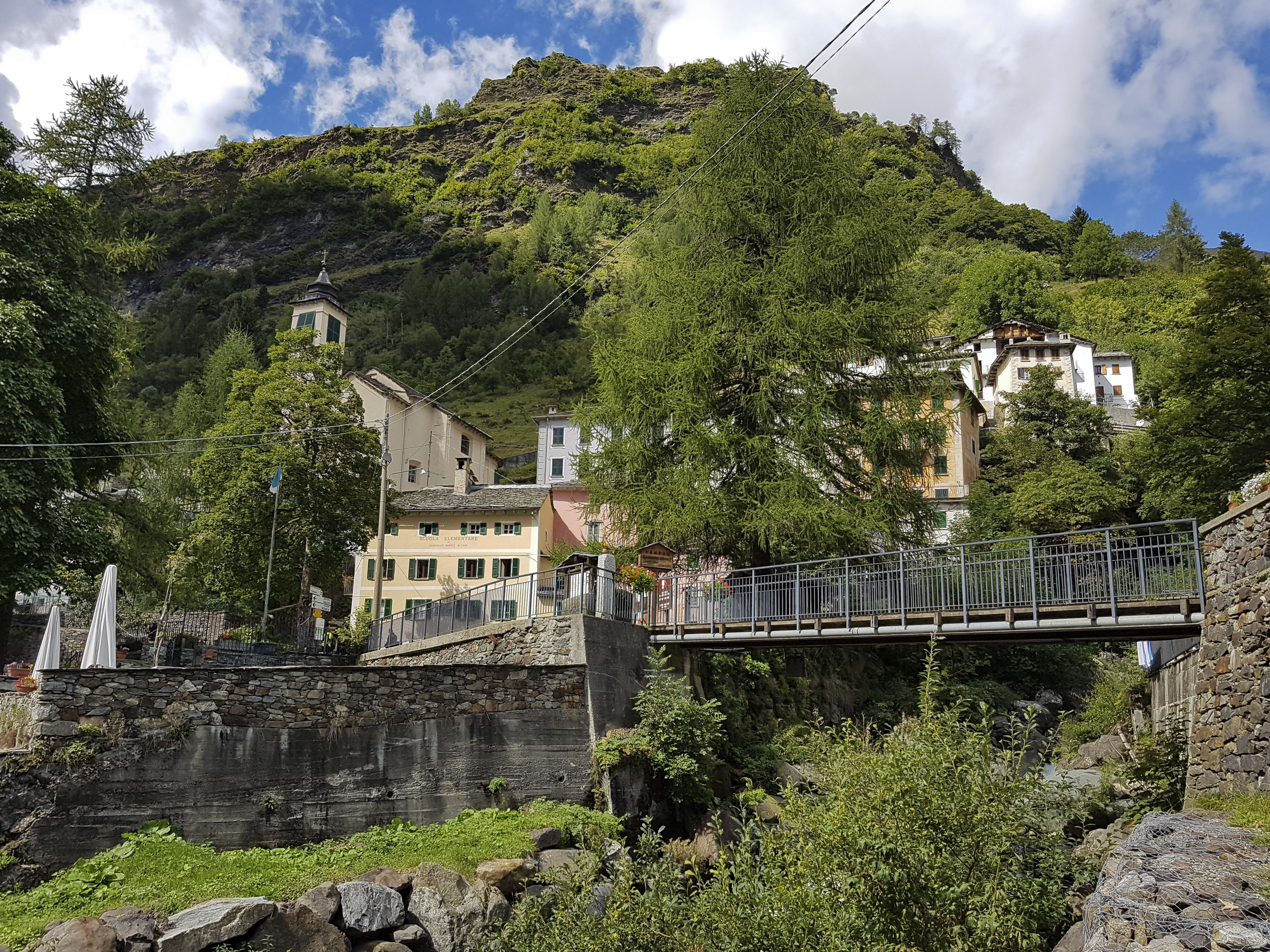
Campello Monti

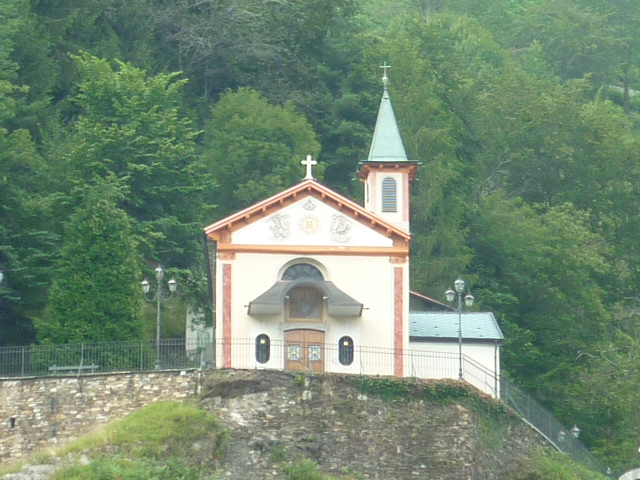
Wallfahrtskirche Madonna della Colletta in Luzzogno

Valstrona ist eine Gemeinde in der italienischen Provinz Verbano-Cusio-Ossola (VB), Region Piemont.

## Lage und Einwohner
Valstrona liegt 27 km von der Provinzhauptstadt Verbania entfernt auf einer Höhe von 475 m ü. M. Das Gemeindegebiet umfasst eine Fläche von 48,94 km² und hat 1155 Einwohner (Stand 31. Dezember 2023). Zu Valstrona gehören die Fraktionen Strona, Luzzogno, Fornero, Piana di Fornero, Inuggio, Sambughetto, Rosarolo, Otra, Preia, Forno, Piana di Forno und Campello Monti. 
Die Nachbargemeinden sind Anzola d’Ossola, Calasca-Castiglione, Cravagliana, Loreglia, Massiola, Ornavasso, Pieve Vergonte, Quarna Sopra, Quarna Sotto, Rimella, Sabbia und Varallo Sesia.
Die hochgelegenen Talorte Forno oder Campello Monti sind alternative Ausgangspunkte für den offiziell im Anzasca-Tal beginnenden 55-tägigen Fernwanderweg Grande Traversata delle Alpi (GTA).

## Geschichte
Die Gemeinde Valstrona wurde 1927 eingerichtet und vereinigte anfänglich alle Orte im Tal des Flusses Strona (Fornero, Forno, Germagno, Loreglia, Luzzogno, Massiola und Sambughetto) mit Ausnahme des Ortes Campello Monti, welcher 1929 hinzukam. 1955 wurde diese Großgemeinde wieder aufgelöst; seither gehören nur noch die Ortschaften Strona und Campello Monti zur Gemeinde Valstrona.
Die Ursprünge der beiden Ortschaften liegen im Mittelalter. Der zuhinderst im Tal gelegene Weiler Campello Monti wurde im Hochmittelalter als Walsersiedlung gegründet. Die deutsche Mundart ist heute aber nur noch in einigen Flurnamen fassbar. Die Comunità di Cultura Walser Campello Monti – Verbania – Italia und die Walsergemeinschaft Kampel (Gruppo Walser di Campello Monti) widmen sich der Pflege dieser Erinnerung und steht im Austausch mit anderen Walservereinigungen in Italien, der Schweiz, in Liechtenstein und in Österreich.

## Sehenswürdigkeiten
- Kirche San Giovanni Battista im Ortsteil Campello Monti
- Wallfahrtskirche Madonna della Colletta in Luzzogno
- Kirche San Giovanni Battista im Ortsteil Campello Monti
- Museo di Arte Sacra di Forno e Campello – ein Museum sakraler Kunst